# 찻차트 싯티판
찻차트 싯티판(태국어: ชัชชาติ สิทธิพันธุ์, 1966년 5월 24일)는 태국의 정치인이다. 2022년까지 방콕도지사에 재임했으며,  제28회 태국 총리인 잉락 친나왓 정부의 교통부신을 맡고있다.